# Grzegorz Matuszak
Grzegorz Jan Matuszak (ur. 8 stycznia 1941 w Łodzi, zm. 13 września 2022) – polski socjolog, nauczyciel akademicki, polityk i samorządowiec, profesor nadzwyczajny Uniwersytetu Łódzkiego, w latach 1996–2001 przewodniczący Rady Miejskiej w Łodzi, senator V kadencji.

## Życiorys
W 1963 ukończył studia na Wydziale Filologicznym Uniwersytetu Łódzkiego i podjął pracę w zawodzie nauczyciela (na poziomie licealnym). W 1977 obronił doktorat z socjologii w Wyższej Szkole Nauk Społecznych przy KC PZPR. Został zatrudniony w Instytucie Socjologii Uniwersytetu Łódzkiego, początkowo w Zakładzie Socjologii Przemysłu, potem w Katedrze Socjologii Zawodu. W 1990 uzyskał stopień doktora habilitowanego w Akademii Nauk Społecznych, w 1993 został profesorem nadzwyczajnym. Był też kierownikiem Katedry Spraw Publicznych w Elbląskiej Uczelni Humanistyczno-Ekonomicznej. Opublikował ponad 60 prac (w tym kilka książek) z zakresu socjologii pracy i zawodu, bezrobocia, kształtowania się klasy średniej w Polsce oraz socjologii stosunków politycznych.
W 1988 został wybrany na prezesa Łódzkiego Towarzystwa Przyjaciół Książki, działał także w Związku Nauczycielstwa Polskiego. Do 1990 należał do Polskiej Zjednoczonej Partii Robotniczej, następnie przystępował do Socjaldemokracji Rzeczypospolitej Polskiej (przewodniczył radzie wojewódzkiej SdRP w Łodzi) oraz Sojuszu Lewicy Demokratycznej (w latach 1999–2001 przewodniczył radzie miejskiej SLD w Łodzi).
W latach 1990–2001 wykonywał mandat radnego Rady Miejskiej w Łodzi; był przewodniczącym Komisji Kultury, a od 9 października 1996 do 10 października 2001 przewodniczącym rady. Reprezentował Łódź w Związku Miast Polskich, kierował Komisją Kultury Związku Miast Polskich. W 2001 został wybrany senatorem z okręgu łódzkiego, w Senacie stał na czele Komisji Kultury i Środków Przekazu, brał również udział w pracach Komisji Samorządu Terytorialnego i Administracji Państwowej. W 2005 i 2007 bez powodzenia kandydował do Senatu, a w 2009 i 2014 do Parlamentu Europejskiego. W 2006, 2010 i 2014 ponownie wybierany na radnego Łodzi.
Został pochowany na cmentarzu św. Franciszka w Łodzi.

## Odznaczenia i wyróżnienia
W 2012 odznaczony Krzyżem Kawalerskim Orderu Odrodzenia Polski, a w 2015 – Odznaką Honorową za Zasługi dla Samorządu Terytorialnego. W 2022 otrzymał Nagrodę Miasta Łodzi.